# シャーロット・ケイト・フォックス
シャーロット・ケイト・フォックス（英: Charlotte Kate Fox、1985年8月14日 - ）は、アメリカ合衆国の俳優、歌手。
アメリカのニューメキシコ州サンタフェ出身で、ノースカロライナ州に在住した。米国俳優協会会員。日本でCAMINO REALがマネジメントしている。連続テレビ小説として初の外国人ヒロインを『マッサン』で演じた。「シャロやん」と愛称される。

## 来歴
ニューメキシコ州サンタフェで、ヒッピー世代の両親の元に生まれた。シャーロットの祖母は、『マッサン』で演じた役柄と同じくスコットランド出身である。
サンタフェ芸術大学の演劇ダンス専攻でBFAを取得してノーザンイリノイ大学で演劇専攻のMFAを修了し、演劇スクールのステラ・アドラー・スタジオニューヨークなどで演技とダンスを学ぶ。

### キャリア
女優として、米国で舞台や独立系の映画を中心に出演して経験を積んだ。
2014年にアメリカの演劇関係者向けオーディション情報ウェブサイトで日本のNHKが連続テレビドラマでヒロインを募集していることを知り、キャスティングディレクターの奈良橋陽子に紹介を受け、『マッサン』でニッカウヰスキー創業者の妻である竹鶴リタを意図した白人女性ヒロインに応募した。
日本へ渡航経験は無く、日本語も全く話せないが、オーディションの日本語演技テストで台詞の意味を理解し、チーフプロデューサーの櫻井賢によれば「ズバ抜けた演技」と「コメディセンス」を見せ、日本国内232人、日本国外289人の応募者の中からヒロインに選ばれた。
3月から米国の家族と離れて東京都に滞在して5月のクランクインまで日本語を特訓し、撮影中は共演者やスタッフに「シャロやん」と親しまれた。この演技が高く評価されて、東京ドラマアウォード2015特別賞を受賞し、2015年に母校サンタフェ芸術大学から名誉博士号を授与された。
2015年4月29日に『マッサン』の劇中歌「ゴンドラの唄」を歌唱してユニバーサルミュージックからCDを発売し、8月19日にファースト・アルバム『Wabi Sabi』を発売して渋谷のマウントレーニアホールで単独ライブを開催し、8月22日から9月18日まで全国7都市でコンサートツアーを催した。
以後、2015年9月放送の『名探偵キャサリン』で米富豪のビジネスウーマンを主演、2016年4月期のドラマ『OUR HOUSE』で芦田愛菜とともに主演、2016年6月公開の映画『高台家の人々』に出演、2017年5月に舞台『俺節』でヒロイン・テレサ役、2019年に大河ドラマ『いだてん〜東京オリムピック噺〜』、など日本で芸能活動している。

## 人物・エピソード

### 姿
身長167cmで、瞳の色はブラウングレーである。髪色は2014年に来日時の記者会見はブルネットで、『マッサン』出演時はブロンドであった。2015年8月18日の初ライブは20センチほど短くしたショートヘアで登場した。

### 趣味・特技
特技・趣味はダンス、乗馬、洞窟探検、ロッククライミング、ギター。

### 私生活
既婚。
2014年の来日前は、米国人の舞台演出家ジョン・ポール・ムーアと結婚してノースカロライナ州で生活していたが、日本の仕事が続いて別居期間が長期化して2016年初頭に離婚した。日本に在住する30代半ばのカナダ人ビジネスマンでYouTubeなどで活動する男性と、約1年の交際を経て2018年10月に実家のあるアメリカ・サンタフェの教会で挙式し、2018年12月7日にInstagramでウェディングショットとともに結婚を公表した。
2019年5月18日に第1子を授かったと、妊婦姿の写真とともにInstagramで公表した。10月29日、第1子男児の出産を報告。
2021年9月24日、第2子を出産。2023年6月9日、第3子の出産を発表した。

### エピソード
幼少期は家にテレビがなく「テレビもない生活の中で芝居を覚えました」と語り、『徹子の部屋』で小学校の時にノーパン通学で退学処分を受けて転校したエピソードを語った。
ストレス解消法は「ギョーザを食べること」で、「毎日食べたい」ほど日本のギョーザを好んだが『マッサン』収録中は太ることを気にして“ギョーザ断ち”した。他に日本で気に入った食べ物としてフカヒレを挙げている。
「マッサン」のオーディションのため日米を往復していた無名時代に、成田空港で『YOUは何しに日本へ?』の取材を受けていた。

## 受賞歴
- 東京ドラマアウォード （2015年）特別賞[7]
- 第15回クラリーノ美脚大賞（2017年）30代部門[35][36]

## 出演

### テレビドラマ
- 連続テレビ小説（NHK総合）
  - マッサン（2014年9月29日 - 2015年3月28日） - 主演・エリザベス（亀山）エリー 役[37][38][注 2][注 3]
  - べっぴんさん（2016年10月20日 - 29日） - エイミー・マクレガー 役[39]
  - ばけばけ（2025年後期放送予定） - イライザ・ベルズランド 役[40]
- 京都人の密かな愉しみ（NHK BSプレミアム） - エミリー・コッツフィールド 役
  - 京都人の密かな愉しみ 夏（2015年8月15日）[注 4]
  - 京都人の密かな愉しみ 冬（2016年3月19日）
  - 京都人の密かな愉しみ 月夜の告白（2016年11月5日）
- 名探偵キャサリン（2015年9月5日、テレビ朝日） - 主演・キャサリン・ターナー 役[13]
  - 名探偵キャサリン 消えた相続人（2016年3月20日）[41]
- OUR HOUSE（2016年4月17日 - 6月12日、フジテレビ） - 主演・アリス・シェパード 役[注 5][42][43]
- 連続ドラマW（WOWOW）
  - 沈まぬ太陽 第2部（2016年7月3日 - 9月25日） - バートン 役[44]
  - 社長室の冬-巨大新聞社を獲る男-（2017年4月30日 - 5月28日） - アリッサ・デリーロ 役[45]
- 三匹のおっさん3〜正義の味方、みたび!!〜 第1話（2017年1月20日、テレビ東京） - アンナ 役[46]
- 脳にスマホが埋められた! 第7話（2017年8月17日、日本テレビ） - フローラ・キャンベル 役
- ドクターX〜外科医・大門未知子〜 第5シリーズ 第7話（2017年11月23日、テレビ朝日） - ナナーシャ・ナジンスキー 役[47]
- あにいもうと（2018年6月25日、TBS） - パティ 役
- 大河ドラマ いだてん〜東京オリムピック噺〜 （2019年、NHK総合） - 大森安仁子 役[17]

### テレビアニメ
- ちびまる子ちゃん「静岡の国のアリス!?」（2016年6月5日、フジテレビ） - アリス 役[48]

### 映画
- シャーロット・ケイト・フォックス 誘惑のジェラシー Buried Cain （2015年）[注 6]
- 高台家の人々（2016年6月4日、東宝） - 高台アン 役[50]
- 食べる女（2018年9月21日） - 豆乃・リサ・マチルダ 役[51]
- カツベン!（2019年12月3日、東映） - 劇中の無声映画『南方のロマンス』ヒロイン 役[52]

### 舞台
- 毛皮を着たヴィーナス
- ザ・スメル・オブ・ザ・キル
- バスストップ
- CHICAGO （2015年10月26日 - 11月8日 NY・アンバサダー劇場 / 12月4日 - 23日 東京東急シアターオーブ / 12月26日-27日 大阪梅田芸術劇場） - ロキシー・ハート 役[53][54]
- 俺節（2017年5月 - 6月、赤坂ACTシアター、オリックス劇場） - テレサ 役

### その他テレビ番組
- 第65回NHK紅白歌合戦（2014年12月31日、NHK総合・ラジオ第1） - 応援ゲスト[注 7][55]
- あさイチ プレミアムトーク（2015年3月27日、NHK総合） - ゲスト[注 7][56]
- 徹子の部屋（2015年4月10日、テレビ朝日） - ゲスト
- 「マッサン」感謝祭 in 広島（2015年4月25日、NHK BSプレミアム）[57]
- 「マッサン」感謝祭 in 札幌（2015年5月2日、NHK BSプレミアム）[58]
- Japan Railway Journal（2015年5月14日、NHKワールドTV） - ゲスト
- あの歌に出会いたい〜シャーロットの沖縄 歌探しの旅〜（2015年8月19日、NHK BSプレミアム）[59]
- 「マッサン」から夢のブロードウェイへ 〜誰も見たことのないシャーロット〜（2015年11月22日、TBS）[60]
- Wild Hokkaido!（2017年4月9日 - 、NHKワールドTV/(NHK総合)[61]）[62][63]
- Doki Doki! ワールドTV（2017年4月9日、NHKワールドTV/NHK総合） - ゲスト[64][65]
- 北海道スペシャル「シャーロットの北海道紀行！〜イザベラ・バードの道〜」（2019年1月11日、NHK総合）[66]
- 鶴瓶の家族に乾杯（2019年2月18日、NHK総合） - ゲスト[67]
- ニュース シブ5時（2019年2月27日、NHK総合） - ゲスト[68]
- 朝ドラ100（2019年3月29日、NHK総合）- ゲスト

### CM
- イオントップバリュ
  - パンクに強いLED オートライト付き自転車（2015年3月 - ）[69]
  - トップバリュ セレクト ギリシャヨーグルト（2015年3月 - ）[70]
- ミニストップ プレミアムベルギーチョコソフト（2015年3月 - ）[71]
- ルートインホテルズ（2015年4月 - ）
- 味覚糖 グミサプリ（2015年4月 - ）[72]
- 日産自動車 「“やっちゃえ”NISSAN シャーロット篇」（2015年8月 - ）[73]
- 全国農業協同組合連合会 青森県本部（JA全農あおもり） “シャーロットmeets青森米”「つがるロマン」「まっしぐら」（2016年10月 - ）[74]
- Soda Stream「おいしい炭酸水が作れちゃう」編・「おいしいハイボールも作れちゃう」編（2016年7月 - ）
- クラレ「クラレの真ん中」篇（2018年7月3日 - ）[75]

### 広告
- ユニクロ 大阪（UNIQLO OSAKA）オープニング広告（2014年10月 - ）[76]

### その他
- 東京証券取引所 大納会特別ゲスト（2014年12月30日）[77]

## ディスコグラフィ

### シングル
- ゴンドラの唄（2015年4月29日発売、ユニバーサルミュージック）POCS-1318

### アルバム
- Wabi Sabi（2015年8月19日発売、ユニバーサルミュージック）POCS-9100